# Ковальчук, Николай Филиппович
Никола́й Фили́ппович Ковальчу́к (1935—2016) — советский государственный, партийный и хозяйственный деятель.
Родился 19 декабря 1935 года в станице Марьянская Краснодарского района (ныне: Красноармейского района) Краснодарского края.
В 1953—1954 годах работал прицепщиком Марьянской МТС, затем такелажником на заводе им. Калинина Горьковской области. В 1954—1957 годах — в Советской армии.
С 1957 года жил и работал в Коврове. Без отрыва от производства окончил Всесоюзный машиностроительный институт.
- 1957—1960 — сверловщик на завод им. В. А. Дегтярёва.
- 1960—1961 — секретарь комитета ВЛКСМ завода имени Дегтярёва («ЗиД»).
- 1961 −1964 — старший мастер, начальник участка механосборочного цеха.
- 1964—1968 — заведующий промышленным отделом Ковровского ГК КПСС.
- 1968—1969 — секретарь парткома мотопроизводства
- 1969—1971 — заместитель секретаря парткома ЗиД.
- 1971—1976 — секретарь парткома ЗиД.
- 1976—1981 — секретарь Ковровского ГК КПСС.
- с ноября 1981 по июнь 1984 — председатель Ковровского горисполкома.
- 1984—1990 — 1-й секретарь Ковровского горкома КПСС.

С марта 1990 года — заместитель генерального директора по производству ОАО «ЗиД». С 1993 по 1996 годы — генеральный директор завода им. Дегтярева. С 1996 по 2002 годы — председатель Совета директоров ОАО «ЗиД».
Заслуженный машиностроитель Российской Федерации. Награждён двумя орденами «Знак Почёта», орденом Трудового Красного Знамени и орденом Дружбы.
Решением Ковровского городского совета народных депутатов Владимирской области от 20 декабря 2000 года присвоено звание Почётного гражданина города Коврова.
Умер 5 ноября 2016 года.